# Шуяк
Шуяк (англ. Shuyak Island) — остров на севере Кадьякского архипелага. В административном отношении относится к боро Кадьяк-Айленд, штат Аляска, США. Расположен к северу от острова Афогнак (отделён от него узким проливом Шуяк). Проход Стивенсон, ведущий в залив Кука, отделяет Шуяк от островов Баррен, расположенных к северу. Впервые название дал острову русский мореплаватель Григорий Шелихов в 1785 г.
Площадь острова составляет 168,3 км². Население по данным переписи 2000 года составляет 4 человека. Большую часть территории занимает парк штата Шуяк-Айленд. Экономика острова основана на туризме. Ранее на Шуяке располагался крупный рыбоперерабатывающий завод.